# この世界が消えたあとの科学文明のつくりかた
『この世界が消えたあとの 科学文明のつくりかた』（このせかいがきえたあとのかがくぶんめいのつくりかた、原題：The Knowledge: How to Rebuild our World from Scratch）は、サイエンスライターとしても活動する宇宙生物学者ルイス・ダートネルによって、2014年に著された通俗科学に属する書籍。日本語訳版は2015年に河出書房新社から刊行され、2018年には河出文庫による文庫本が刊行されている。書名にある通り、現代の文明が破局を迎えた世界において生き残った人々が、どのような手段で文明を取り戻すことができるかを考察した本である。

## 概要
著者であるルイス・ダートネルは、序章において「世界」が破局を迎える要因をいくつかあげている。感染症の世界的流行、核兵器を用いた世界大戦、そして小惑星の地球への衝突である。しかしいずれの場合においても、文明の崩壊から時間が経過するにつれて混乱は収まり、生き残った人類による社会の再建がはじまるだろうと著者は述べている。そして本書は単なるサバイバル術ではなく、科学技術による文明を復活させる方法について検討するものであるとしている。
科学者ジェームズ・ラブロックは、人類が自らの遺産を守るために必要なものは、すべての科学的知識を網羅した万人のための入門書であると述べている。しかし著者は、膨大な量の情報を「大破局」後の人々に伝えるのは困難であるから、状況に即した基本的な事項の手引書が存在することによって、生存者に必要な知識を再発見するための科学的方法を伝えることができると主張している。そして科学とは、世界の仕組みを理解するために必要な方法なのだと述べている。
第1章において著者は、想定される破局の要因について検討している。まず核戦争の場合には、世界に存在した資源の大半が破壊されてしまうだけではなく、いわゆる「核の冬」と放射能汚染によって、農業の復興すら困難になってしまう最悪の状況であるとしている。また大規模な太陽嵐によって世界中の電力網が破壊された場合には、突然の混乱の中で人々が資源を使い果たしてしまい、事態が収束した頃には文明の復活は困難になっているだろうと述べる。そのためパンデミックによる「大破局」が、最も文明の復活が期待できる状況であると結論付けている。
そして著者は、生存者による1万人前後の共同体が思考実験の理想的な出発点になるとしている。その理由について、農業によって安定した生産性を維持するための人員以外にも、手工業を発展させ技術を復活させるための人員が必要であること、そして幅広い分野の技能を持った生存者が残っていなければ、文明の復活に必要となる知識を継承できないことをあげている。

## 評価
タイムズやインデペンデント、ガーディアンやデイリー・テレグラフなどに書評が掲載されている。
朝日新聞の書評において島田雅彦は、「石器時代から古代オリエント文明、中世を経て、一気に産業革命まで一人で駆け抜ける思考実験」であるが、サイエンス・フィクションではなく「今日の文明生活を支えているあらゆる技術や道具を開発された時点にさかのぼって、ものつくりの原点を検証する極めて実用的な書」であると評している。
日本経済新聞の書評において内田麻理香は、「復活のシナリオの中には、見通しが甘いと思われる部分もある」が「サバイバル本として読むのも興味深い」とし、「科学の教科書としても立派に成立している」本であり「学校で習った、理科の優秀な復習本」であるとも評している。
東洋経済オンラインでは、「人類は決して諦めず生き抜くことができると信じたい気持ち」に「光を当ててくれる一冊」と評されている。
読売新聞では、「現代的な生活を営むためには、多くのテクノロジーが必要であることを思い起こさせ」ると同時に、「人類がいかにして先人の知識を蓄積し、試行錯誤を積み重ねて現代の水準まで文明を発展させてきたのかをあらためて考えさせられる一冊」として紹介されている。
日刊ゲンダイでは、 文明崩壊後の人類による復興のための「究極のサバイバルブック」として紹介されている。
サンデー毎日では、「日常生活の中で当たり前だと思っていたモノや科学文明の成り立ちに感心し」て「気遣いや思いやりがわいてくる」と述べ、「世界の終わりと再建をシミュレートすることで、今の暮らしのかけがえのなさが沁（）みてくる」と評されている。
ダ・ヴィンチニュースでは、「1人ひとりの知識や経験が積み重なったものが文明であると痛感させられる」と評されている。